# Spurio Carvilio Massimo
Spurio Carvilio Massimo (in latino Spurius Carvilius Maximus; fl. III secolo a.C.) è stato un politico e generale romano.

## Biografia
Fu eletto console nel 293 a.C. con Lucio Papirio Cursore. Entrambi i consoli entrarono nel Sannio, dove Carvilio espugnò Amiternum. Mentre Papirio guidava l'esercito romano alla vittoria nella Aquilonia, considerata fondamentale per la definitiva vittoria contro i Sanniti, Spurio Carvilio sconfiggeva i Sanniti nella vicina Cominio.
(Tito Livio, Ab Urbe condita, X, 44.)
In seguito alla battaglia Carvilio conquistò le città sannite di Velia, Palombino ed Ercolano. A Carvilio poi toccò in sorte la campagna contro le città etrusche e falische che si erano ribellate, con l'esercito romano lontano nel Sannio. Tornato in Etruria espugnò Troilo, costringendo i ribelli alla resa. Tornato a Roma, celebrò il trionfo, per le vittorie sui Sanniti e sugli Etruschi..
Fu eletto console nuovamente nel 272 a.C. sempre con Lucio Papirio Cursore.